# Valea Largă (okręg Buzău)
Valea Largă – wieś w Rumunii, w okręgu Buzău, w gminie Buda. W 2011 roku liczyła 69 mieszkańców.